# 로우다운
로우다운 (LowDown)은 과거 활동했던 대한민국의 힙합 그룹이다. 처음 결성 당시 이름은 R.Crew였으며, 이는 이태원에서 만나 친해진 C-Mack, Osiris, Quincy로 결성된 팀이었다. 이 멤버는 이후 C-Mack, EL-Eagle, R.E.D.로 재편되었으며, 앨범 발매쯤 M.D.가 영입되었다. 이들의 음악 스타일은 웨스트 코스트 스타일을 지향하였다.
이들의 EP 앨범은 2003년 2월 발매되었으며, 이후 8월을 목표로 정규 앨범을 제작 중이라는 소식이 들려왔으나 EP 이후의 활동은 전무하여 팬들에게 아쉬움을 남겼다.
대표곡: Big Shot

## 바이오그래피
- 2003년 2월 3일 〈Tha LowDown〉 EP